# Dro
Dro là một đô thị ở tỉnh Trento ở vùng Trentino-Alto Adige/Südtirol. Đô thị này nằm ở trong thung lũng sông Sarca, dân số theo điều tra năm 2004 là 3.388 người.